# Daniel Zmeko
Daniel Zmeko (* 24. listopadu 1967 Nové Mesto nad Váhom) je slovenský generál, od roku 2018 náčelník Generálního štábu Ozbrojených sil Slovenské republiky.

## Životopis
Do ozbrojených sil vstoupil v roce 1982, ve věku 14 let, když začal studovat na vojenském gymnáziu. Profesionálním vojákem se stal v roce 1987. V letech 2001 až 2002 působil na mírové misi OSN na Kypru jako zástupce velitele strážní roty. V roce 2005 byl velitelem slovenského kontingentu v Iráku, velel stovce vojáků. V hodnosti plukovník působil také jako zástupce velitele 2. mechanizované brigády. Po změně struktury Pozemních sil k 1. červenci 2009 byl náčelníkem Odboru pro operace. V roce 2010 připravoval příslušníky na působení v misi ISAF. Byl také náčelníkem řízení operací generálního štábu. Od 1. ledna 2012 byl velitelem Centra řízení operací Generálního štábu Ozbrojených sil a zároveň, od 1. ledna 2014 také zástupcem velitele strategického centra krizového řízení Generálního štábu Ozbrojených sil.
Do první generálské hodnosti, brigádní generál, byl jmenován 6. května 2014. Do hodnosti generálmajora ho prezident SR Andrej Kiska jmenoval 2. května 2017. Tehdy byl ve funkci generální ředitel sekce modernizace a podpory Ministerstva obrany SR.
Od 26. dubna 2018, kdy byl zároveň povýšen do hodnosti generálporučíka, je náčelníkem Generálního štábu OS SR. Dne 28. května 2019 byl prezidentem Kiskou povýšen do nejvyšší generálské hodnosti – generál.
Dne 4. května 2022 jej prezidentka Zuzana Čaputová jmenovala do funkce náčelníka Generálního štábu na další čtyři roky.